# Thecla felderi
Thecla felderi är en fjärilsart som beskrevs av Goodson 1945. Thecla felderi ingår i släktet Thecla och familjen juvelvingar. Inga underarter finns listade i Catalogue of Life.